# Oratorio di Sant'Andrea dei Pescivendoli
Oratorio di Sant'Andrea dei Pescivendoli är ett dekonsekrerat oratorium i Rom, helgat åt aposteln Andreas, fiskarnas och fiskhandlarnas skyddspatron. Oratoriet är beläget i rione Sant'Angelo, vid Via del Foro Pescario. ”Pescivendoli” syftar på Università dei Pescivendoli, fiskmånglarnas skrå.

## Kyrkans historia
År 1571 fick fiskmånglarnas skrå ansvaret för Sankt Andreas-kapellet i kyrkan Sant'Angelo in Pescheria. Skrået lät restaurera kapellet i barockstil. År 1687 övertog man en angränsande byggnad och omvandlade denna till ett oratorium, efter ritningar av arkitekten Filippo Tittoni. Två år senare ägde konsekreringen rum. Skrået upplöstes 1801 och oratoriet blev en privat bönelokal. Dekonsekreringen ägde rum i slutet av 1900-talet och oratoriet kom i Roms kommuns ägo.

## Kyrkans exteriör
Fasaden har en relief föreställande aposteln Andreas, hållande sitt X-formade kors. Vid sidan av honom ser man en del av en båt samt en fisk. Ovanför ingångsportalen står det LOCVS ORATIONIS VENDITORVM PISCIVM, ”Bönerum för fisksäljarna”. Ovanför aposteln sitter ett snäckskal med ett puttohuvud. Reliefens ram är dekorerad med voluter, girlanger och akantusblad.

## Kyrkans interiör
Interiören var rikt stuckutsmyckad. En del av stuckarbetena utfördes av Lorenzo Ottoni och Michel Maille. Målningarna i oratoriet framställde scener ur de heliga Petrus och Andreas liv. Altarmålningen utfördes av Giuseppe Ghezzi och det fanns tre målningar av Lazzaro Baldi och två av Jacques Courtois. Dessa målningar förvaras numera i ett rum i anslutning till kyrkan San Cosimato i Trastevere. Takfresken framställer Det heliga Sakramentets upphöjelse.

## Bilder

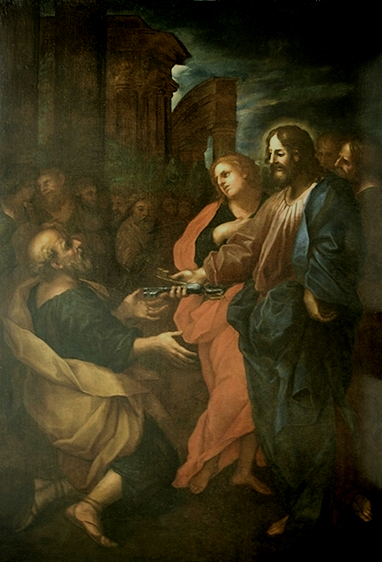
Kristus ger himmelrikets nycklar åt Petrus av Lazzaro Baldi.
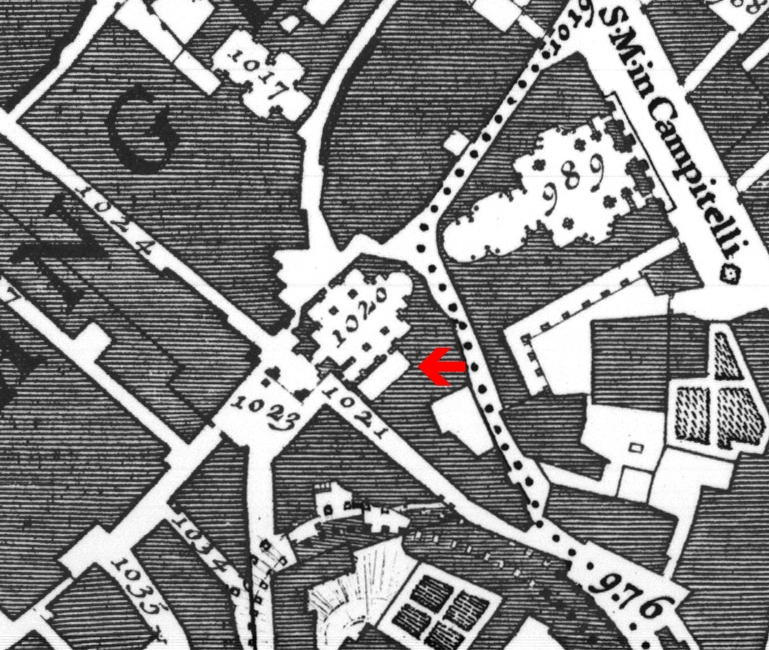
Oratorio di Sant'Andrea dei Pescivendoli (nummer 1021 vid den röda pilen) på Giovanni Battista Nollis Rom-karta från 1748. Övriga kyrkor: 989) Santa Maria in Campitelli, 1017) Sant'Ambrogio della Massima och 1020) Sant'Angelo in Pescheria.